# Janus (genre)
Genre
Janus est un genre d'Insectes de l'ordre des Hyménoptères, de la famille des Cephidae.

## Liste des espèces
Selon BioLib (12 mars 2024) :
- Janus compressus (Fabricius, 1793)
- Janus femoratus (Curtis, 1830)
- Janus luteipes (Lepeletier, 1823)

Selon NCBI (12 mars 2024) :
- Janus abbreviatus
- Janus bimaculatus
- Janus compressus
- Janus cynosbati
- Janus integer
- Janus japonicus
- Janus luteipes
- Janus megamaculatus
- Janus piri

## Systématique
Le nom valide complet (avec auteur) de ce taxon est Janus Stephens, 1835 et, du fait d'une absence de description en 1829, porte le nom invalide complet (nomen nudum) Stephens, 1829.